# 비리디아나
《비리디아나》(Viridiana)는 1961년 제작된 스페인, 멕시코의 흑백, 블랙 코미디 영화이다. 루이스 부뉴엘이 감독과 공동각본을 맡았으며, 베니토 페레스 갈도스의 소설 Halma를 원작으로 한다. 1961 칸 영화제 황금종려상 수상작이다.

## 내용
오로지 신앙으로만 살아온 수녀 비리디아나(비날)는 종생(終生)의 수도원 생활에 들어가기 전에 귀족인 큰 아버지를 찾아간다. 큰아버지는 그녀에게 정욕을 품고, 수면제를 먹여 강간하였다고 거짓말을 해서 머무르게 하려고 하였으나 자책감 때문에 자살한다. 이 사건의 원인이 자기에게 있다고 느낀 그녀는 큰아버지 집에 머무르면서 자선사업을 벌여, 거지나 나병환자를 위해 헌신적으로 활동한다. 큰아버지의 아들인 청년 호르헤(라발)가 와서 그와 같은 자기희생의 생활방식을 조소한다. 그러던 어느날 밤, 난장판을 벌인 거지들은 난폭한 나머지 비리디아나에게 대든다. 그러나 호르헤가 다른 거지를 교사(敎唆)하며 난폭자를 죽임으로써 겨우 그녀는 살아난다.

## 감상
감독인 루이스 부뉴엘은 사상적으로는 허무주의자이지만 애초부터 가톨릭 정신의 소유자이다. 그는 성당이 인간성의 자유를 억압하고 있는 것을 격렬히 탄핵(彈劾)하는 영화를 만들면서도 결국은 참다운 신앙본연의 자세를 역설하고 있다. 표면적인 자기 희생적 신앙의 위선성을 먼저 분쇄(粉碎)하지 않으면 안 된다. 그 열렬한 반역정신이 시들어버린 스타일 속에서 소용돌이친다.

## 출연

### 주연
- 실비아 피날
- 프란시스코 라발

### 조연
- 페르난도 레이
- 호세 칼보
- 마가리타 로자노
- 조시 마누엘 마틴
- 빅토리아 지니
- 호아킨 로아
- 롤라 가오스
- 마리아 이스베르트
- 클로디오 브룩
- 세르지오 멘디자발
- 나시소 오제다

## 기타
- 원작자: 베니토 페레스 갈도스
- 미술: 프란시스코 까네
- 영화사: 구스타보 알라트리스테